# Gloveria integrifolia
Gloveria integrifolia är en benvedsväxtart som först beskrevs av Carl von Linné den yngre, och fick sitt nu gällande namn av M. Jordaan. Gloveria integrifolia är enda arten i släktet Gloveria som tillhör familjen Celastraceae. Inga underarter finns listade.